# Stella (collection)
Pour les articles homonymes, voir Stella.
La Collection Stella du magazine féminin français Petit Écho de la Mode (devenu Éditions de Montsouris), comprend près de six cents titres de « romans populaires pour dames » parus de 1919 à 1953.
Lors de son lancement, la collection se présente en ces termes :  

« La collection Stella est la collection idéale des romans pour la famille et pour les jeunes filles [...]. Elle élève et distrait la pensée, sans salir l’imagination. La collection Stella est une garantie de qualité morale et de qualité littéraire. »

On y retrouve les auteurs « maison » comme Jean Demais et un grand nombre d'autres, souvent inconnus ou écrivant sous des pseudonymes :
- Louis d'Arvers (nom de plume de Louise Bourgueuil)
- Anda Cantegrive
- Lise de Cère
- Jeanne de Coulomb
- Manuel Doré
- Victor Féli (nom de plume de Jeanne Canac)
- Mary Floran
- Jacques Grandchamp
- Hélène Lettry
- William Magnay
- Pierre Régis
- Marc Hélys
- Jean d'Anin
- T. Trilby